# Suncroft
Suncroft är en ort i republiken Irland.   Den ligger i grevskapet Kildare och provinsen Leinster, i den centrala delen av landet, 50 km sydväst om huvudstaden Dublin. Suncroft ligger 86 meter över havet och antalet invånare är 735.
Terrängen runt Suncroft är platt, och sluttar västerut.Runt Suncroft är det ganska glesbefolkat, med 27 invånare per kvadratkilometer. Närmaste större samhälle är Kildare, 6,8 km nordväst om Suncroft. Trakten runt Suncroft består i huvudsak av gräsmarker.